# Helius (Helius) mainensis
Helius (Helius) mainensis is een tweevleugelige uit de familie steltmuggen (Limoniidae). De soort komt voor in het Nearctisch gebied.